# Effektive Theorie schwerer Quarks
Die effektive Theorie schwerer Quarks (engl.heavy quark effective theory or HQET) ist eine effektive Theorie zur Beschreibung von Mesonen und Baryonen mit einem schweren Quark.
Als schwere Quarks werden dabei das b- und c-Quark im Unterschied zu den leichten u-, d- und s-Quark bezeichnet; t-Quarks werden dabei meist nicht berücksichtigt, da diese deutlich schwerer sind.

## Allgemeine Betrachtung
Der typische Cutoff in der Hadron-Physik liegt bei {\displaystyle \Lambda \approx m_{p}/3\approx 330MeV/c^{2}}. Ein Großteil der Protonmasse {\displaystyle m_{p}} besteht nicht aus der Masse der Quarks, sondern aus deren Bindungsenergie; die gebundenen leichten Quarks sind in dieser Energieskala weit von der Massenschale entfernt.
Die schweren Quarks liegen in dieser Größenordnung hingegen fast auf der Massenschale. Ihre Geschwindigkeit ändert sich bei Aufnahme von zusätzlichem Impuls von den leichten Quarks nur vernachlässigbar; sie kann also als identisch mit der Geschwindigkeit des Hadrons angesehen werden. Im Ruhesystem des schweren Hadrons ist das schwere Quark näherungsweise in Ruhe und kann als statische Quelle der starken Wechselwirkung angesehen werden, die durch Flavour und SU(3)-Farbladung charakterisiert ist.
Die effektive Theorie enthält hingegen keine Terme für den Spin oder die Masse des schweren Quarks. Die Kopplungskonstante für eine Spinwechselwirkung liegt in der Größenordnung {\displaystyle g_{s}/m_{Q}}, wobei {\displaystyle g_{s}} die starke Kopplungskonstante und {\displaystyle m_{Q}} die Masse des schweren Quarks ist. Dies kann ebenso vernachlässigt werden wie andere von der Masse des schweren Quarks abhängige Terme.
Letzteres führt dazu, dass sich B-Mesonen und D-Mesonen in der effektiven Theorie ebenso wenig unterscheiden, wie sich verschiedene Isotope chemisch unterscheiden lassen – auch dort spielt die Masse in der effektiven Theorie (d. h. den chemischen Eigenschaften) keine Rolle, solange man nicht die Hyperfeinstruktur auflösen kann.
Die Theorie kann andererseits als Störungsrechnung in Potenzen von {\displaystyle \Lambda /m_{Q}} entwickelt werden.

## Betrachtung auf dem Gitter
Die Gitter-Diskretisierung der statischen Approximation schwerer Quarks wurde 1987 von Estia Eichten eingeführt.
Die statische Wirkung ist gegeben durch
{\displaystyle S_{static}=a^{3}\sum _{x}{\bar {\psi }}(x){\frac {1+\gamma _{4}}{2}}\left((1+m_{0}a)\psi (x)-U_{4}^{\dagger }(x-a{\hat {e}}_{4})\psi (x-a{\hat {e}}_{4})\right),}
wobei a der Gitterabstand und {\displaystyle {\hat {e}}_{4}} der Einheitsvektor in Zeitrichtung ist. Die Summe ist über die Gitterpunkte zu denken. Der Term {\displaystyle m_{0}a} kann bei hinreichend kleiner Wahl von a (entsprechende Rechnerleistung notwendig) weggelassen werden.
Um die Renormierbarkeit der Theorie zu gewährleisten, behandelt die HQET die kinetische und chromomagnetische Wechselwirkung als Operator-Einfügungen:
{\displaystyle <\phi >={\frac {1}{Z}}\int DU\;D\psi \;D{\bar {\psi }}\;\phi \left[1+c_{2}\sum _{x}O_{2}+c_{B}\sum _{x}O_{B}\right]e^{-S_{light}-S_{static}}\ .}
Die Integration erfolgt über die Link-Variable {\displaystyle U} sowie die Fermionfelder {\displaystyle \psi } und {\displaystyle {\bar {\psi }}}.